# Lis, Albanien
Lis är en kommundel och tidigare kommun i Albanien. Den ligger i prefekturen Qarku i Dibrës, i den norra delen av landet, 40 km nordost om huvudstaden Tirana.
Omgivningarna runt Lis är en mosaik av jordbruksmark och naturlig växtlighet. Runt Lis är det ganska tätbefolkat, med 54 invånare per kvadratkilometer.